# Чемпіонат Буковини з хокею 1936—1937
Інформації про внутрішньобуковинський турнір сезону 1936/37 вкрай обмаль. Напевно відомо про участь в ньому двох місцевих грандів того часу - «Драгош Воде» і ТВ «Ян» (що посіли 1 та 2 місця), а також «Прутула».

## Підсумкова класифікація
| Місце | Команда                | І | В | Н | П | Ш   | О |
| ----- | ---------------------- | - | - | - | - | --- | - |
| 1-2   | «Драгош Воде» Чернівці | ? | ? | ? | ? | ?-? | ? |
| 1-2   | ТВ «Ян» Чернівці       | ? | ? | ? | ? | ?-? | ? |
| ?     | «Прутул» Чернівці      | ? | ? | ? | ? | ?-? | ? |

## Міжнародні змагання
В румунській першості «Драгош Воде» знову завоював срібло, а ТВ «Ян» задовільнився IV сходинкою.

## Товариські матчі
16 січня 1938 року чернівецький «Прутул» приймав румунський ХК «Яси» і поступився з рахунком 1:6.

## Склади команд
ТВ «Ян» Чернівці: ...; Єречинський (?, ?), Сіклер (?, ?), ...